# Jaska Raatikainen
Pour les articles homonymes, voir Raatikainen.
Jaska Raatikainen est un batteur finlandais né le 18 juillet 1979 à Lappeenranta en Finlande. Il est connu pour être le batteur du groupe Children of Bodom.

## Biographie
Jaaska Ilmari Ratikainen commence à jouer de la batterie à 12 ans. Auparavant, il jouait du piano, mais aussi du cor d'harmonie dans un « big band ». Lorsqu'à l'école il rencontre à 14 ans Alexi Laiho, il réalise qu'ils ont les mêmes idées et goûts musicaux. Ils créent alors leur premier groupe, Inearthed, qui sera renommé Children of Bodom en 1997.
Jaska joue un rôle très important dans la formation de Children of Bodom : c'est grâce à lui qu'Alexander Kuoppala et Janne Wirman se joignent à eux.
Il est calme, réservé, et passe beaucoup de temps seul, aussi ses prises de paroles sont plutôt rares et, bien qu'il soit l'un des membres fondateurs du groupe, il laisse plutôt Alexi et Henkka Seppälä s'exprimer pendant les interviews du groupe.
Jusqu'à l'enregistrement de l'album Hatebreeder, Ratikainen est sponsorisé par Sonor drums et Sabian cymbals. Il rompt plus ou moins le marché avec Sonor, et teste différentes marques, jusqu'à ce qu'il se décide pour Pearl en 2003. Ses baguettes sont des signatures, à son nom, qui sont une personnalisation d'un modèle de chez Pro Mark.
En 2000, un réalisateur de soap opera finlandais lui demande d'interpréter un personnage dans la série Siamin Tytöt. Il accepte et incarne le personnage de Rauli durant trois épisodes, jusqu'à la mort tragique de celui-ci. Cette occasion lui permet de faire preuve de ses capacités devant un grand nombre de spectateurs. Il a toujours rêvé de jouer un rôle dans une de ces séries, mais n'a malgré tout pas prévu de pousser plus loin sa carrière d'acteur.
Il est aussi d'une grande aide pour quelques groupes qui ont momentanément besoin d'un batteur compétent : pendant la Sinergy's 2000 European Tour, il remplace Tommi Lillman qui s'est blessé à la jambe. La difficulté est d'apprendre la dizaine de morceaux nécessaires à la tournée en trois jours, mais il y parvient et se voit remettre un album de Sinergy avec la dédicace « À celui qui a sauvé la tournée ». De plus, durant le 2002 Tribute to Chuck Schuldiner, il accompagne le groupe Norther, dont il est fan, et participe à des albums des groupes Virtuocity et Evemaster.
Depuis 2003, Ratikainen et le guitariste de Norther Kristian Ranta travaillent à un projet parallèle appelé Gashouse Garden, et qui n'est, pour l'instant, pas signé sur un label.
Ses principales influences sont Scott Travis de Judas Priest et Mikkey Dee de Motörhead.
En 2010, il devient père d'une fille.

## Équipement
Pearl (fûts) :
- Grosse caisse 22"x18"
- Tom aigu 10"x7"
- Tom aigu 10"x8"
- Tom médium 12"x8"
- Tom basse 14"x14"
- Tom basse 16"x16"
- Caisse claire 14"x5"

Meinlcymbals (cymbales) :
- 14" Meinl Byzance Traditional Heavy Hi-Hat x2 (des deux côtés)
- 20" Meinl Mb20 Heavy Ride (à gauche)
- 8" Meinl Byzance Traditional Splash x2
- 18" Byzance Brilliant Medium Thin Crash x2
- 20" Meinl Byzance Traditional Heavy Ride (à droite)
- 20" Byzance Brilliant Medium Crash
- 18" Byzance Brilliant China

Hardware pour batterie (Pearl) :
- Rack pour batterie "DR-503" + pinces pour Rack "PCX-100" et "PCX-200"
- Pied de cymbale Hi-Hat "H-2000"
- Double Pédale "Pearl Demon Drive"
- Perche pour cymbale "CLH-1000"
- Pied de caisse claire "S-2000"
- Perche pour Rack "CH-1000"
- Bras de fixation des Toms "TH-100S"
- Siège "D-220"